# Ашраф, Нава
Нава Ашраф — канадская экономистка, профессор экономики в Лондонской школе экономики и политических наук. Проводит исследования в области экономики развития, поведенческой экономики и экономики семьи. Одна из лучших 25 поведенческих экономистов по мнению TheBestSchools.org.

## Образование
В 1998 год Нава Ашраф получила степень бакалавра экономики в Стэнфордском университете. А в 2003 и 2005 годах она получила степень магистра экономики и степень доктора философии соответственно в Гарвардском университете.

## Академическая деятельность
После окончания учебы и получения степени доктора философии Нава Ашраф осталась в Гарвардском университете и с 2005 по 2010 работала ассистентом в отделе переговоров, организации и рынков Гарвардской школы бизнеса. В 2010 Ашраф получила повышение и до 2016 работала доцентом в том же отделе переговоров, организации и рынков Гарвардской школы бизнеса. Нава Ашраф вела в Гарвардской школе бизнеса следующие дисциплины: «Экономика в психологии» «Эффективное управление некоммерческими организациями», «Стратегические перспективы в управлении некоммерческими организациями», «Управление глобальным здравоохранением: применение поведенческой экономики». В 2016 году она покинула Гарвардскую школу бизнеса и стала профессором Лондонской школы экономики. Ашраф преподает такие дисциплины, как: «Применение поведенческой экономики для социального воздействия: проектирование, реализация, оценка и политика» и «Поведенческая экономика и современная экономика: предпринимательство и общественное благо» (дисциплина для магистрантов).

## Членство в профессиональных организациях
Несмотря на активную академическую деятельность, Нава Ашраф является членом разных профессиональных экономических и политических организаций:
- 2008—2016 — научный сотрудник факультета Национального бюро экономических исследований (NBER)
- 2014 — наст. время — ведущий академик программы международного центра роста в Замбии
- 2016 — наст. время — редактор в журнале Economica
- 2016 — наст. время — соруководитель программы психологии и экономики в STICERD (Лондонская школа экономики)
- 2016 — наст. время — научный сотрудник центра исследований экономической политики (CERP)
- 2020 — наст. время — член Европейской экономической ассоциации

## Исследовательская работа
В ходе своей деятельности Нава Ашраф совместно с другими исследователями пришла к следующим результатам:
- Сберегательные счета, ограничивающие доступ к сбережениям на определённый заранее период эффективны для женщин, а не для мужчин. Такие счёта могут частично увеличить их норму сбережений (вместе с Дином Карланом и Уэсли Инь)[6]
- Вклад супругов в общий бюджет семьи зависит от того, какой из супругов контролирует бюджет и расходы семьи[7]
- При проведении игры в доверие и игры с диктатором в России, Южной Африке и США были выявлены небольшие расхождения в доверии участников, которые могут быть объяснены ожиданиями взаимности от партнёра-участника. Также были выявлены расхождения в надёжности, ощущаемой к участникам-партнёрам, которые могут быть объяснены безусловной добротой, ощущаемой участниками эксперимента (совместно с Айрис Бохнет и Никитой Пьянковым)[8]
- Женщинам (исследование проводилось в Замбии) давали контрацептивы бесплатно (их мужья об этом знали). По сравнению с контрольной группой, женщины из экспериментальной группы на 19 % реже пользовались услугами по планированию семьи, на 25 % реже использовали контрацептивы и на 17 % чаще рожают (совместно с Эрикой Филд и Джин Ли)[9][10]
- В развивающихся странах высокие цены могут простимулировать использование товаров для здоровья, таких как, например, растворы для очистки воды, из-за экранирующего эффекта (исследование показало, что только домохозяйства, которые собираются использовать продукт часто, покупают его), а не из-за невозвратных затрат (совместно с Джеймсом Берри и Джесси Шапиро)[11]

В данный момент Нава Ашраф работает на следующими статьями:
- «Учимся видеть мир возможностей: предпринимательство в Колумбии» (совместно с Гарад Брайан, Алексией Дельфино, Эмили Холмс, Леонардо Яковоне и Эшли Пёпл)
- «Капитал альтруизма: использование социального эффекта работы частного сектора» (совместно с Арианой Бандьера, Алексией Дельфино)
- «Цель и продуктивность: межнациональный полевой эксперимент» (с Арианой Бандьера, Вирджинией Минни, Луиджи Зингалес)
- «Женщины-предприниматели в Замбии: гендерные особенности финансирования» (совместно с Алексией Дельфино, Эдвардом Глейзер и Алессандрой Воена)

## Дополнительная информация
- Родные языки: английский и персидский языки
- В совершенстве владеет французским, испанским и итальянскими языками